# Manuel do Nascimento Clemente
Pour les articles homonymes, voir Nascimento.
Manuel do Nascimento Clemente, de son nom complet Manuel José Macário do Nascimento Clemente, né le 16 juillet 1948 à Torres Vedras, dans le district de Lisbonne, est un évêque catholique portugais, patriarche de Lisbonne du 28 mai 2013 au 10 août 2023, cardinal depuis février 2015.

## Biographie

### Prêtre
Manuel do Nascimento Clemente est ordonné prêtre le 29 juin 1979 pour le patriarcat de Lisbonne par le cardinal António Ribeiro après avoir obtenu un doctorat en théologie avec spécialisation en théologie historique, à l'université catholique portugaise.
Il est ensuite vice-recteur puis recteur du grand séminaire du patriarcat et professeur à la faculté de théologie de l'université catholique portugaise.
Il devient ensuite membre du chapitre cathédral, du conseil presbytéral et du conseil pastoral du patriarcat.

### Évêque
Le 6 novembre 1999, le pape Jean-Paul II le nomme évêque titulaire de Pinhel (de) et évêque auxiliaire de Lisbonne. Il reçoit l'ordination épiscopale le 22 janvier 2000 des mains du patriarche José da Cruz Policarpo.
Le 22 février 2007, Benoît XVI le nomme évêque de Porto.
Le 18 mai 2013, François le transfère au siège patriarcal de Lisbonne. Il lui remet le pallium le 29 juin suivant à Saint-Pierre de Rome en la solennité des apôtres Pierre et Paul. Le nouveau patriarche prend canoniquement possession de sa charge le 7 juillet suivant.
En avril 2017, François nomme le patriarche de Lisbonne son envoyé spécial pour le premier Congrès eucharistique national de l’Angola, se déroulant du 12 au 18 juin 2017.
Le 10 août 2023, quelques jours seulement après la fin des JMJ 2023 à Lisbonne, le pape François accepte sa démission pour raison d'âge.

### Cardinal
Il est créé cardinal le 14 février 2015 par le pape en même temps que dix-neuf autres prélats,. Il reçoit alors le titre de Sant'Antonio in Campo Marzio. Il participe au conclave de 2025 qui voit l'élection de Léon XIV.

## Décorations

### Décorations portugaises
: Grand'croix de l'ordre du Christ, 11 mai 2000

### Décorations étrangères
: Grand'croix de l'ordre pro Merito Melitensi, (ordre souverain de Malte) 12 décembre 2012

### Décorations dynastiques
: Grand'Croix de l'ordre de l'Immaculée Conception de Vila Viçosa, 7 février 2015 